# Dionisi de Lamptres
Dionisi (grec antic: Διονύσιος, llatí: Dionysius) va ser un filòsof epicuri de l'antiga Grècia nascut a Lamptres, un dem d'Atenes, cap a l'any 250 aC. Va morir entorn del 205 aC.
Va substituir Polístrat al capdavant de l'escola epicúria d'Atenes, i al seu torn va ser succeït per Basílides.